# Rebels n’ Queen
Rebels n’ Queen (RnQ) ist eine Ostschweizer Rockband aus der Linthebene im Kanton St. Gallen.

## Geschichte
Im Februar 2022 entschlossen sich Siggi Arnold und Manu Jud eigene Songs zu schreiben, zu veröffentlichen und mit Band auf Tour zu gehen. Mangels eines geeigneten Proberaums nutzten die beiden zahlreiche Jam-Sessions, um ihre Musik zu präsentieren. In Toggenburg im Kanton St. Gallen wurde schließlich eine geeignete Lokalität gefunden. Im Sommer 2022 stiessen Nico Beretta und Fabienne Bodmer zur Band. Im November 2022 komplettierte Lexi Karli die Band am Bass.
Das Jahr 2023 war geprägt durch Songwriting und Studioarbeit, wobei die Band all ihre Songs gemeinsam schreibt. Das erste Radiointerview erfolgte im Sommer 2023 bei Radio 15, einem Internetradiosender aus Uster im Kanton Zürich. Mit dem Song Plastic Chair ging der erste Song On Air im Red Line Radio, einem Lokalradiosender aus Lausanne. 2023 schrieben und veröffentlichten Rebels n’ Queen insgesamt 12 eigene Songs, welche allesamt als einzelne Singles erschienen sind. Einige davon schafften es in verschiedene Lokalradiosender. Zum Song Hear The Fear wurde Ende November 2023 ein Musikvideo veröffentlicht. Die Ballade Home wurde im Garten von Fabienne Bodmer geschrieben und im Dezember 2023 veröffentlicht.
2024 war RnQ auf Tour. Parallel dazu wurden weitere Songs geschrieben und veröffentlicht. Nach der Tour 2024 hat sich die Band von der Bassistin Lexi Karli getrennt. Seit November 2024 ist Anthony Corleone, aus Kalifornien USA, Bassist bei RnQ. Am 31. Oktober veröffentlicht RnQ ein weiteres Musikvideo, diesmal vom Song «Run Away».
Im Februar 2025 entscheidet sich Siggi die Band zu verlassen. Nach einer intensiven Suche und diversen Gesprächen findet man im Mai 2025 schliesslich mit Luca Schweizer einen neuen Schlagzeuger.

## Logo
Das Logo, eine Krone mit integriertem Schädel, wurde von Su Arellano, einer Künstlerin aus Bern, entworfen und finalisiert. Auch der Schriftzug entwarf sie eigens für RnQ.

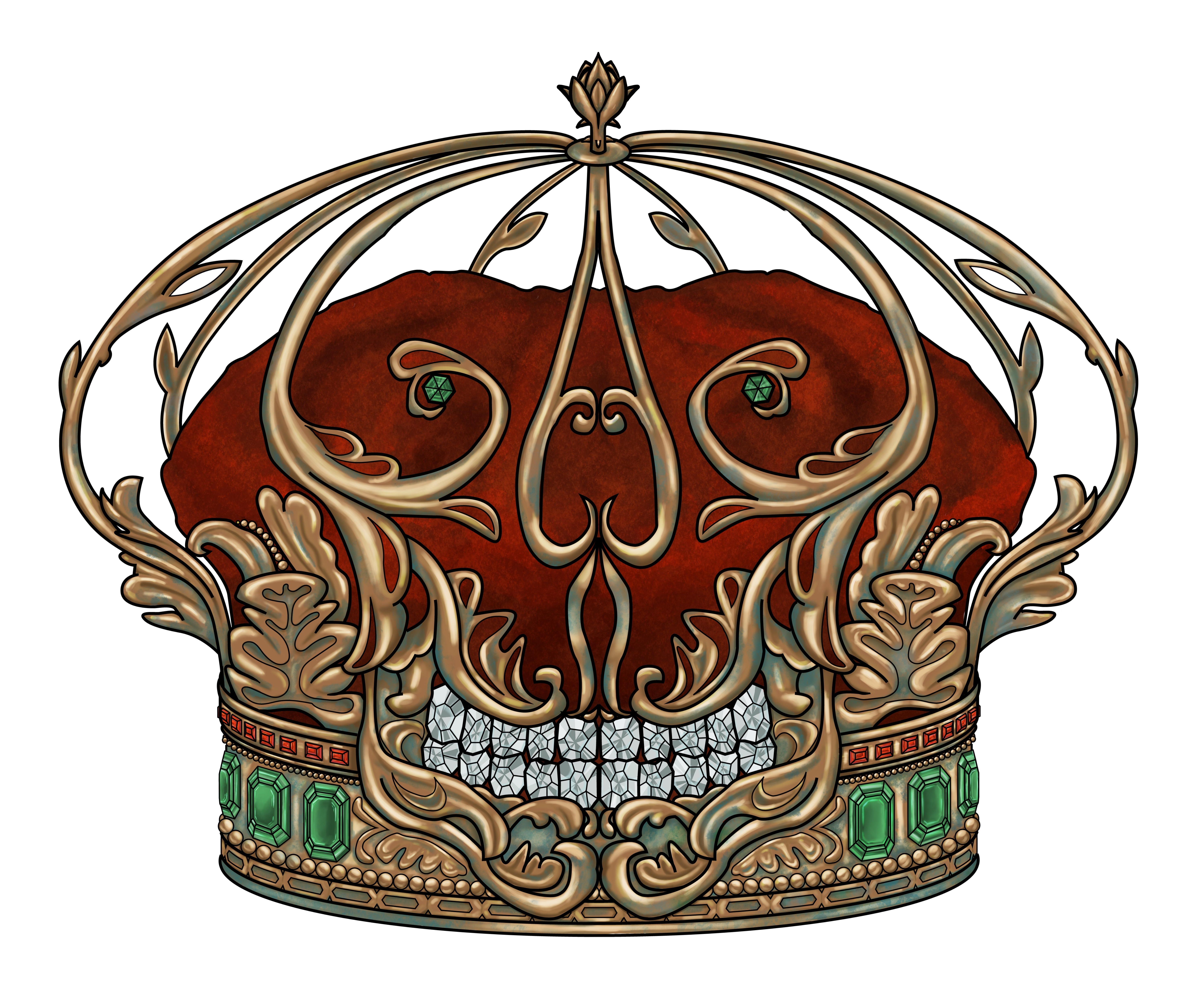
Das von Su Arellano entwickelte Kronenlogo mit integriertem Schädel

## Name
Die Bezeichnung «Rebels n’ Queen» soll einerseits Stärke symbolisieren, andererseits auch das Ausbrechen aus gewohnten Mustern. Das Aufstehen, etwas Neues wagen und siegen.
Der Name wird häufig falsch interpretiert. Oft wird vermutet, dass Fabienne als Sängerin die Queen verkörpert und die vier restlichen Bandmitglieder die Rebels (Rebellen). Das ist jedoch nicht die ursprüngliche Idee dieser Namensgebung.

## Diskografie
| Song              | Release-Datum      | Erfolge                                      |
| Kick In The Ass   | 17. Februar 2023   | ON AIR on Radio Nord Vaudois                 |
| Backdoor          | 10. März 2023      |                                              |
| Demons            | 31. März 2023      | ON AIR on Radio 15, Radio Nord Vaudois       |
| Black Roses       | 21. April 2023     | ON AIR on Radio 15, Radio Nord Vaudois       |
| Loud We Scream    | 12. Mai 2023       | ON Air on Radio Nord Vaudois                 |
| Madness           | 09. Juni 2023      | ON AIR on Radio 15, Radio Nord Vaudois       |
| Traitor           | 14. Juli 2023      | ON AIR on Radio 15, Radio Nord Vaudois       |
| Plastic Chair     | 1. September 2023  | ON AIR on Red Line Radio, Radio Nord Vaudois |
| Knock Out         | 29. September 2023 | ON AIR on Red Line Radio, Radio Nord Vaudois |
| Missed Chances    | 27. Oktober 2023   | ON AIR on Red Line Radio, Radio Nord Vaudois |
| Hear The Fear     | 17. November 2023  | ON AIR on Radio 15, Radio Nord Vaudois       |
| Home              | 1. Dezember 2023   | ON AIR on Radio 15, Red Line Radio           |
| Light Is Born     | 19. April 2024     |                                              |
| Rebel Queen       | 26. April 2024     | ON AIR on Red Line Radio                     |
| Monster           | 31. Mai 2024       |                                              |
| Run Away          | 13. September 2024 |                                              |
| Go Fuck Yourself! | 11. Oktober 2024   |                                              |
| Vein Of Rage      | 1. November 2024   |                                              |
| I Am Mine         | 21. Februar 2025   | ON AIR on Radio Nord Vaudois                 |